# トヨタ・アレックス
アレックス（ALLEX）は、トヨタ自動車で製造されていた自動車である。

## 概要
カローラランクスのネッツ店向け姉妹車であり、2001年1月24日に発売された。キャッチコピーは「EUROPEAN STYLISH PREMIUM」で、CMのナレーションはおすぎとピーコ。
カローラランクスとの違いは、グレード名、フロントグリルのデザインのほか、E120型カローラセダン同様（ただし中堅グレードの「1.5G」の特別仕様車と最上位グレードの「1.8LUXEL」のみ）にドアアウターハンドル（中期型まで）およびサイドウィンドーモールがメッキ化されている点など極めて些細である。
国内向けは5ドア車のみであるが、欧州市場向けには3ドア車も用意され、フロント周りも日本向けとは異なるデザインであった。2002年9月19日のマイナーチェンジで国内向けも同様のデザインとなるが、テールランプのデザインが若干異なる。
エンジンは1,500ccの高効率・実用型ツインカムの1NZ-FE型、および1,800ccスポーツツインカムの2ZZ-GE型が用意され、2ZZ-GE型エンジン搭載モデルには6速MTも用意される。2002年のマイナーチェンジで1,800ccの高効率・実用型ツインカムの1ZZ-FE型エンジン搭載モデルも追加された。
2004年4月27日に2度目のマイナーチェンジ、涙滴型ヘッドランプユニットを採用した。
2006年9月ランクスと共に生産終了。10月23日にオーリスの登場で販売終了した。新車登録台数の累計は10万3990台。

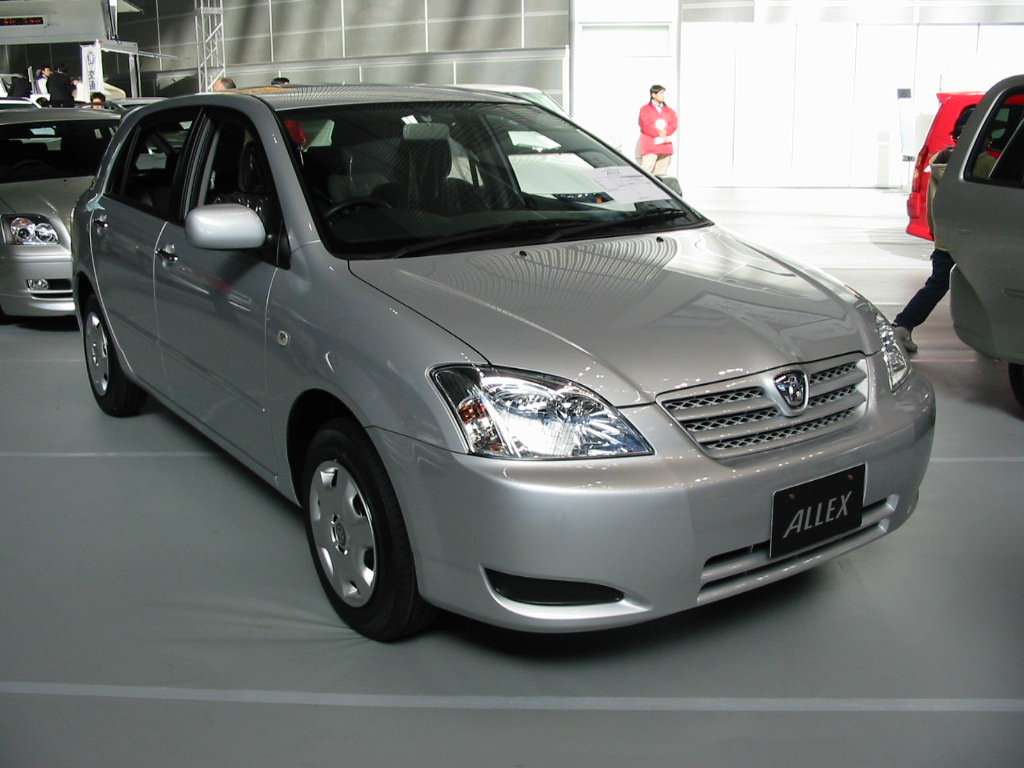
アレックス（2002年9月改良型）
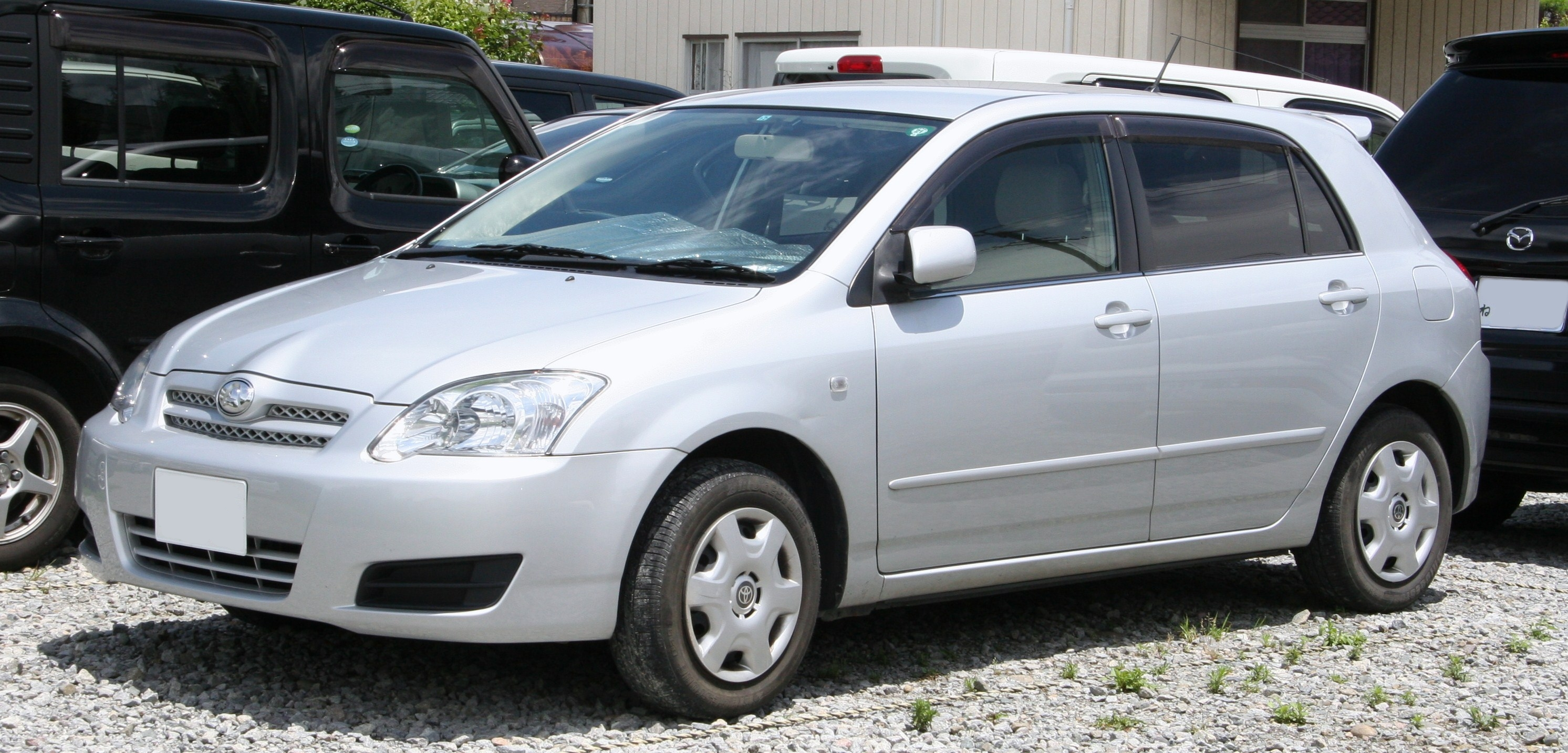
アレックス（2004年4月改良型）

## グレード
グレードは基本的に3種類である。
XS150 型式名 DBA-NZE121H
1NZ-FE型エンジン (1,500 cc) を搭載。4速ATのみ。FFと4WDがあり、4WDモデルの型式名はCBA-NZE124Hである。もっとも販売実績をあげたグレードで、トヨタも販売に力をいれ、様々なバリエーションを販売した。G EDITIONには、ベージュ内装・木目調パネル・オートエアコン・リヤスポイラー・ラジオレス4スピーカーなどを、S EDITIONにはG EDITIONの装備に加え（ベージュ内装・木目調パネルは除く）、フロントスポイラー・サイドスポイラーなどがそれぞれ装備された。
XS180 型式名 CBA-ZZE122H
1ZZ-FE型エンジン (1,800 cc) を搭載。4速AT（Super ECT）のみ。FFと4WDがあり、4WDモデルの型式名はCBA-ZZE124Hである。チェンジレバーはゲート式とし、XS150(=1,500cc搭載エンジン)との差別化を図った。
RS180 型式名 TA-ZZE123H
2ZZ-GE型エンジン (1,800 cc) を搭載。アレックスの中で唯一、6速MTが選べ、最もスポーティーな設定となっていた。後期型では他のグレードとは違い、サスペンションやブレーキの設定を変えるなど走行性を強調した。なお使用燃料は無鉛ハイオクガソリン専用のため無鉛レギュラーガソリンの使用は厳禁とされている。

## 取り扱いディーラー
- ネッツ店